# Eolates
Eolates ist eine ausgestorbene Fischgattung aus der Gruppe der Riesenbarsche. Alle bekannten Fossilien der Gattung stammen aus der norditalienischen Monte-Bolca-Formation.

## Merkmale
Eolates ähnelt den rezenten Riesenbarschen der Gattung Lates, blieb jedoch kleiner und hatte einen hochrückigeren, stark gedrungenen Körper. Das Schwanzflossenskelett ist primitiver als bei Lates (drei Epuralia (längliche, freistehende Knochen) vs. zwei bei Lates, jedoch ebenfalls drei bei Centropomus), die Rückenflosse ist weniger tief eingeschnitten und Eolates hat nur eine (die mittlere) mit Poren versehene Schuppenreihe (Seitenlinie) auf der Schwanzflosse (vs. drei bei Lates). Wie bei Lates hat das Präoperculum bei Eolates vier große Stacheln, ein weiterer großer Stachel liegt auf dem Kiemendeckel. Die Ornamentik des Cleithrum und des ersten Infraorbitalknochen (Lacrimale) ist bei Eolates und Lates fast gleich.
- Flossenformel: Dorsale 1 VII, Dorsale 2 I/12, Anale III/8.

## Systematik
Die beiden heute in die Gattung Eolates gestellten Arten wurden 1833 und 1834 durch den schweizerisch-US-amerikanischen Naturforscher Louis Agassiz beschrieben und in die Gattung Lates gestellt. Die Gattung Eolates wurde 1970 durch Lorenzo Sorbini aufgestellt. Typusart ist Eolates gracilis (Agassiz, 1834). Die zweite, wenig bekannte Art E. macrurus (Agassiz, 1833) müsste möglicherweise mit Eolates gracilis synonymisiert werden.
Eolates gehört zur Familie der Riesenbarsche (Latidae). Innerhalb der Latidae ist Eolates die plesiomorphe Schwestergattung von Lates und bildet zusammen mit dieser Gattung die Tribus Latini, die in einem Schwestergruppenverhältnis zur Tribus Psammopercini steht (nur Gattung Psammoperca).